# 秦观墓
31°34′50″N 120°14′57″E / 31.58052°N 120.24906°E
秦观墓，位于中华人民共和国江苏省无锡市惠山区惠山二茅峰，是江苏省文物保护单位。

## 特点
秦观为高邮人，北宋进士，任秘书省正字兼国史馆编修等职，因新旧党争牵连被贬雷州，在归乡途中死于藤州。其子秦湛奉丧归葬高邮，由于秦湛改任常州通判，他将父亲灵柩改葬于惠山，墓地540平方米。嘉庆八年，其后裔秦瀛重修，并建青石墓碑，刻“秦龙图墓”四字。

## 保护
2000年8月，无锡市文物管理委员会对其进行修葺。2002年10月22日，江苏省人民政府公布其为江苏省文物保护单位。